# Bibliopégie anthropodermique

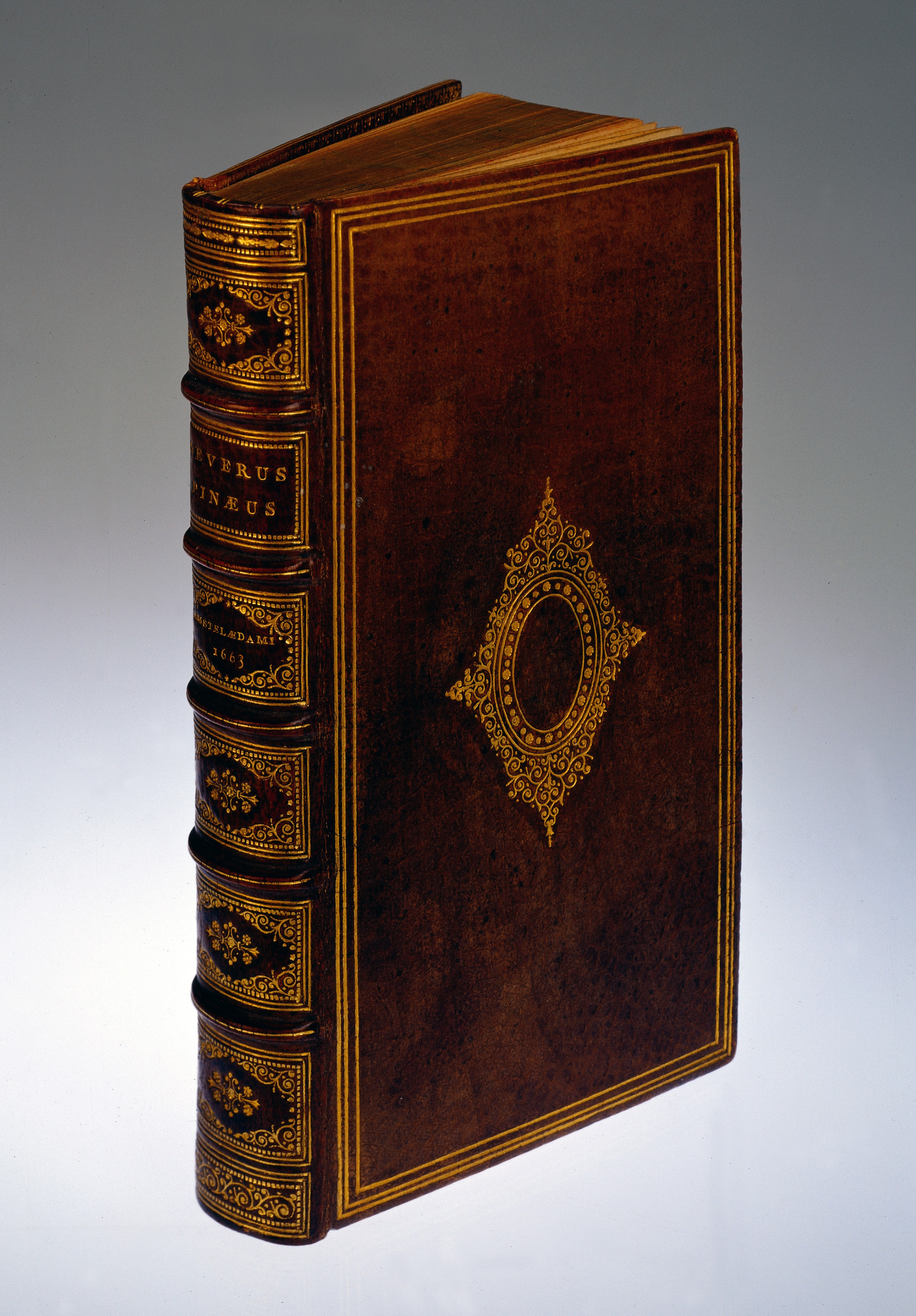
Livre relié en peau humaine par Marcelin Lortic à la fin du XIXe siècle pour le médecin et bibliophile français Ludovic Bouland (1839-1932) (Wellcome Library),.

La bibliopégie anthropodermique est la pratique qui consiste à relier des livres avec de la peau humaine. Demeuré rare et confidentiel tout au long de son histoire, cet usage, qui serait né dans les cercles médicaux européens, est attesté au moins depuis le XVIIIe siècle ; il connaît son plein essor au XIXe siècle avant de perdurer au début du siècle suivant et de disparaître avec la Seconde Guerre mondiale.

## Étymologie et usage du terme
Le mot « bibliopégie », formé à partir des termes empruntés au grec ancien βιβλίον / biblíon (« livre ») et πήγνυμι / pḗgnūmi (« réparer, renforcer »), désigne l'art de la reliure.
L'adjectif « anthropodermique », composé du préfixe ἄνθρωπος / ánthrōpos (« être humain ») et du suffixe δέρμα / dérma, (« peau »), signifie, littéralement, « peau humaine ».
La locution « bibliopégie anthropodermique » ne semble pas avoir été d'usage dans la langue française avant le début du XXIe siècle. Il s'agit d'un emprunt à l'anglais anthropodermic bibliopegy, attesté au moins depuis le milieu des années 1940, en particulier dans les travaux du bibliographe américain Lawrence S. Thompson (en) portant sur la bibliophilie, ou le folklore et les usages historiques de la peau humaine tannée.

## Problème éthique
Un ouvrage de Sade relié en peau humaine a été vendu pour 45 000 euros à Drouot en 2020 lors d'une vente aux enchères,. La vente de fragments de corps humain soulève des questions éthiques et juridiques qui ont été débattues dans les médias à l'occasion de cet évènement,. Pour des raisons éthiques, l'université d'Harvard a décidé de retirer début 2024 la peau humaine qui reliait l'ouvrage Des Destinées de l'âme humaine, d'Arsène Houssaye, qu'elle possède,.

## Historique
La peau des condamnés à mort et des indigents dont les corps n'ont pas été réclamés est utilisée pour créer les reliures. Des spécificités peuvent être notées en fonction des pays. Par exemple, la France excelle dans les reliures faites avec des peaux tatouées, comme l'illustre bien l'ouvrage relié avec la peau de Marius Rambert,.

## Authentification
Sur le plan visuel, une reliure en peau humaine ne se distingue pas de tout autre volume relié en cuir.
Trois méthodes principales ont historiquement été utilisées pour tenter d'authentifier les reliures en peau humaine : l'examen visuel (avec ou sans instrument d'optique), l'ADN et la peptide mass fingerprinting (en), abrégé en PMF, qui pourrait se traduire en français par « empreinte peptidique massique ».

### Peptide mass fingerprinting(PMF)
Une équipe multidisciplinaire américaine, l’Anthropodermic Book Project, a entrepris depuis 2015 de recenser et de tester les reliures conservées dans les collections institutionnelles et auxquelles une origine humaine est attribuée. La technique retenue pour authentifier les livres est l'empreinte peptidique massique (en) (en anglais, Peptide Mass Fingerprinting, abrégé en PMF). En date d’avril 2024, sur les 51 volumes potentiels identifiés par l'équipe du projet, 32 avaient été testés : 18 d'entre eux se sont révélés être effectivement recouverts de cuir humain, alors que la reliure de 14 autres n'étaient pas de provenance humaine.

#### Reliures en peau humaine authentifiées par PMF
| Informations bibliographiques | Localisation                                                                                           | Détails et historique | Reliure | Réf    |
| --- | --- | --- | --- | ------ |
| | | | |        |
| | | | |        |
| (la) Vésale, De humani corporis fabrica, Venise, Apud Franciscum Franciscium Senensem, & Ioannem Criegher Germanum, 1568.                                       | Providence (R. I.), États-Unis Brown University, John Hay Library (en) RARE 1-SIZE QM21 .V37 1568      | 4e édition de ce très célèbre traité d'anatomie humaine de Vésale. Exemplaire ayant appartenu, au médecin et bibliophile belge André Uytterhoeven (1799-1868) avant d'être vendu en 1874 et de prendre le chemin des États-Unis, où il devint la propriété de William E. Louttit, Jr. (1904-1973), qui en fit don à la John Hay Library. | Relié (entre 1853 et 1867) en peau humaine par Josse Schavye (nl) de Bruxelles et présenté à Paris à l'Exposition universelle de 1867. Authentifié par PMF en avril 2015. | ,      |
| | | | |        |
| Le Traicté de Peyne, poème allégorique dédié à Monseigneur et à Madame de Lorraynne : Manuscrit inédit du XVIe siècle, Paris, Librairie Rouquette, 1867 [1868]. | New York (N. J.), États-Unis Grolier Club (en) \56.3f\Kauf\1868                                        | Édition d'un manuscrit unique du XVIe siècle, dont l'original est maintenant conservé à la Huntington Library. Exemplaire ayant appartenu à Samuel P. Avery. | Relié par Kauffmann-Petit et Léon Maillard. Authentification par PMF en décembre 2015. | [ 22 ] |
| | | | |        |
| Arsène Houssaye, Des destinées de l'âme, nouvelle édition, Paris, Calmann-Lévy, s.d. [v. 1885] (1re éd. 1879).                                                  | Cambridge (Mass.), États-Unis Université Harvard, Houghton Library FC8.H8177.879dc                     | Recueil d'essais méditant sur l'âme et la vie après la mort. Exemplaire dédicacé par l'auteur au médecin et bibliophile français Ludovic Bouland (1839-1932). Le propriétaire connu suivant, John B. Stetson Jr. (pl) (1884-1952) (fils homonyme et héritier de l'inventeur des chapeau de cow boy du même nom) déposa le livre en 1934 à la Houghton Library, à qui sa veuve en fit don en 1954. | Relié (au plus tôt dans les années 1880, date de la réédition) avec un morceau de peau prélevé par Bouland alors qu'il était étudiant en médecine sur le dos d'une femme morte à l'hôpital de Metz (ou Nancy),. Un second livre de la collection de Bouland, relié dans la peau de la même femme, est conservé à la Wellcome Library, à Londres,. Authentification par PMF annoncée le 4 juin 2014, ce qui en fait le 3e volume testé avec cette technique et le 1er authentifié,. Inscription autographe de Bouland. Photo de la couverture | ,      |
| (en) Adolphe Belot, Mademoiselle Giraud, my wife, Chicago, Laird & Lee, 1891.                                                                                   | Providence (R. I.), États-Unis Brown University, John Hay Library PQ2193.B7 M313 1891                  | Traduction en anglais de Mademoiselle Giraud, ma femme (1870). Le roman raconte la désintégration d’un mariage à la suite de la découverte par l'homme du lesbianisme de son épouse. | Relié en peau humaine vers 1891-1892. Authentifié par PMF en avril 2015. |        |
| (en) Hans Holbein, The Dance of Death, Londres, J. Coxhead, 1816.                                                                                               | Providence (R. I.), États-Unis Brown University, John Hay Library N7720.H6 A43 1816                    | | Relié en peau humaine par la firme Zaehnsdorf de Londres en 1893 pour le libraire L. W. Bangs. Authentifié par PMF en avril 2015. |        |
| Félix Vicq d'Azyr, Essai sur les lieux et les dangers des sépultures (traduit de l'italien), Paris, Didot, 1778.                                                | Bruxelles, Belgique Bibliothèque royale de Belgique, Réserve précieuse VI 21.433 A LP (RP)             | Libre traduction de l'essai italien Saggio intorno al luogo del seppellire (it) (1774) de Scipione Piattoli, contre les méfaits des inhumations dans les églises et les cimetières en ville et plaidant en faveur des cimetières extra-urbains. Ajouté par Josse Schavye à sa collection « Histoire de la reliure » pour remplacer deux autres reliures en peau humaine vendues en 1894. Acquis avec cette même collection en 1896 par l'État belge pour les Musées royaux des arts décoratifs et industriels, devenus Musées royaux d'art et d'histoire de Bruxelles. Transféré en 1943 à la Bibliothèque royale de Belgique. | Relié par Josse Schavye à la fin du XIXe siècle (avant 1896). Décor à cadres de filets et têtes de mort posées sur des tibias. Provenance humaine confirmée par PMF en octobre 2018,. Vidéo - Canvas Curiosa (néerlandais) - Vidéo - Bibliothèque royale de Belgique | [ 37 ] |
| (en) Hans Holbein, The Dance of Death, Londres, George Bell and Sons, 1898.                                                                                     | Providence (R. I.), États-Unis Brown University, John Hay Library N7720.H6 D5x 1898                    | | Relié en peau humaine entre 1898 et 1903 par Alfred J. Cox de Chicago pour Harry Selfridge. Authentifié par PMF en avril 2015. |        |
| (en) Phillis Wheatley, Poems on Various Subjects, Religious and Moral (en), Londres, A. Bell pour Cox and Berry, Boston, 1773.                                  | Cincinnati (Ohio), États-Unis Public Library of Cincinnati and Hamilton County (en) 811 W557p copy 2   | Provenant de la Charles F. Heartman Collection of Material Relating to Negro Culture (ex-libris). Donné par le libraire Bertram Smith, fondateur d'Acres of Books, à la bibliothèque publique de Cincinnati en 1958. | L'un des trois exemplaires des œuvres de Wheatley reliés en peau humaine par Joseph William Zaehnsdorf de Londres en 1934 pour le marchand de livres et collectionneur américain Charles F. Heartman (1883-1953) (coût : 4 livres sterling, 12 shillings, 9 pences). Reliure pleine peau brune. Authentifié par PMF en 2016. Rapport du laboratoire de conservation et photographies | ,      |
| (en) Phillis Wheatley, Poems on Various Subjects, Religious and Moral, Londres, A. Bell pour Cox and Berry, Boston, 1773.                                       | Cincinnati (Ohio), États-Unis University of Cincinnati, Archives and Rare Books Library PS866 .W5 1773 | Donné par le libraire Bertram Smith, fondateur d'Acres of Books, à la University of Cincinnati dans les années 1950. | L'un des trois exemplaires des œuvres de Wheatley reliés en peau humaine par Zaehnsdorf de Londres en 1934 pour Charles F. Heartman. Demi-reliure à coins brune. Authentifié par PMF en 2016. Rapport du laboratoire de conservation et photographies | ,      |
| | | | |        |

#### Reliures reconnues fausses par PMF
| Informations bibliographiques | Localisation | Détails et historique                                                                                     | Reliure | Réf |
| --- | --- | --- | --- | --- |
| | | | |     |
| Olympe, ov Metamorphose d'Ovide, Lyon, Jean de Tournes, 1597.                                                                    | Boston (Mass.), États-Unis Université Harvard, Harvard Medical School, Francis A. Countway Library of Medicine PA6519 .M2 1597 | Traduction française des Métamorphoses d'Ovide. Acheté en 1989 par la Countway Library.                   | Note au crayon sur la couverture intérieure indiquant que le livre serait relié en peau humaine. Relié en basane (peau de mouton), d'après une analyse PMF effectuée par Daniel Kirby en 2014,. | ,   |
| (la) Juan Gutiérrez, Practicarum quaestionum circa leges regias Hispaniæ (parties 1 et 2), Madrid, Juan de la Cuesta, 1605-1606. | Cambridge (Mass.), États-Unis Université Harvard, Harvard Law School Library Foreign Treatises G                               | Traité juridique latin sur la jurisprudence espagnole, publié pour la première fois à Salamanque en 1589. | Une note figurant à la page 794, à la fin de l'ouvrage indique : « La reliure de ce livre est tout ce qu'il reste de mon cher ami Jonas Wright qui a été écorché vif par les Wavuma, le 4e jour d'août 1632. Le roi Mbesa m'a donné le livre, qui était l'une des possessions les plus chères du pauvre Jonas, avec un ample morceau de sa peau pour le relier. Qu'il repose en paix. ». Relié en basane (peau de mouton), d'après une analyse PMF effectuée par Daniel Kirby en 2014. Livre numérisé (La page 794 où apparaît la note n'a pas été numérisée). | ,   |
| | | | |     |
| Relation des mouvemens de la ville de Messine, depuis l'année MDCLXXI jusques à present, Paris, Jean de la Caille, 1676.         | Los Angeles (Cal.), États-Unis Université de Californie à Los Angeles, Charles E. Young Research Library DG975.M532 R2 1676    | | D'après deux notes manuscrites apposées par d'anciens propriétaires dans le livre, la reliure serait en peau humaine et le livre aurait appartenu à Armand-Jérôme Bignon (1711-1772), bibliothécaire du roi de France.,. Relié en basane (peau de mouton), d'après une analyse PMF effectuée par Daniel Kirby en 2017. Photos de la reliure, et de l'inscription en anglais | ,.  |
| | | | |     |
| | | | |     |
| | | | |     |